# Me and My Army
Me and My Army var ett rockband från Göteborg och Stockholm.  

## Medlemmar
- Andreas Kleerup - sång och gitarr
- Niels Nankler – gitarr och
- Patrik Herrström – trummor
- John London Rönneklev – keyboard
- Joel Igor Hammad Magnusson – bas och sång
- Helena Arlock – cello, keyboard och sång

## Diskografi
- 2010 – Thank God For Sending Demons